# Ulfa (Adelsgeschlecht)

Wappen derer von Ulfa und der Schenck zu Schweinsberg

Ulfa ist der Name eines Adelsgeschlechts, das sich nach dem Dorf Ulfa benannte, einem heutigen Stadtteil von Nidda im hessischen Wetteraukreis.

## Geschichte
Die Herren von Ulfa stammten aus dem Geschlecht derer von Marburg, einer in Marburg beheimateten Familie von Burgmannen, die auch die Ahnen der hessischen Adelsgeschlechter der Schenck zu Schweinsberg und Vögte von Fronhausen waren. Außerdem waren sie Vögte des Stifts Essen.
Die von Ulfa hatten als agnatische Linie der Schencken bis 1250 ein gemeinsames Wappen und Siegel mit denen zu Schweinsberg und dem Vogt von Fronhausen.

### Guntram I.
Im Jahre 1183 erfolgte in einer Urkunde des Klosters Arnsburg die erste Erwähnung des eindeutig dem Dorf Ulfa zuzuordnenden Guntram de Olpho als einer der Zeugen. Sein Vater war wahrscheinlich der Ritter Ludwig von Marburg. Guntram war Inhaber eines Burglehens der Grafen von Nidda auf der Burg Stornfels und genoss sein Lehen in Ulfa, wo er Allodialbesitz hatte. Vermutlich war er es, der sich östlich des Ortskerns in der Flur „Alte Burg“ auf einer kleinen Basaltkuppe eine von einem Graben umgebene und wahrscheinlich hölzerne Burg errichten ließ, von der heute nichts mehr geblieben ist.

### Guntram II.
Auf diesen Guntram folgte sein Sohn Guntram II., erstmals 1222 und danach in einer Urkunde des Stifts St. Stephan in Mainz vom 2. März 1227 bezeugt, landgräflicher Burgmann in Grünberg. Er erscheint erneut im August 1250 als Zeuge in einer Urkunde des Grafen Gottfried III. von Reichenbach, mit der dieser alle Lehen, die er bisher besessen und die seine Lehnsleute von ihm getragen hatten, den Erben seines Verwandten Berthold I., Graf von Ziegenhain, überließ. Guntram verkaufte 1255 mit dem Einverständnis seiner Frau Jutta und seiner Schwester Kunegunde einen Hof, Felder und Wiesen in Rockenberg an das Stift St. Maria ad Gradus in Mainz und starb wohl noch im selben Jahr.

### Guntram III.
Auf ihn folgte Guntram III., sein ab 1250 bezeugter Sohn aus seiner zweiten Ehe mit Kunegunde von Marburg, der ebenfalls Burgmann in Grünberg war und in der Folgezeit häufig dokumentiert ist. Im April 1256 kaufte er einige Güter zu Utphe, wobei die Rechte des Klosters Breitenau an diesen Gütern unangetastet blieben; im Juli 1257 kaufte er dann die Güter in Utphe und die Vogtei, die er bislang vom Kloster Breitenau zu Lehen besaß, samt aller Einkünfte des Klosters in diesem Dorf für 130 Mark reinen Silbers. Bereits im Mai 1263 mussten er und seine Ehefrau jedoch wegen ihrer Verschuldung all seinen vom Kloster Breitenau erkauften Besitz in Utphe, u. a. eine Mühle an das Kloster Haina verkaufen und diesem auch ihre Kapelle zu Trais übertragen. Guntram III. war einer der Zeugen auf der Burg Nordeck, als Landgraf Heinrich I. von Hessen am 29. September 1265 Hartrad V. von Merenberg in seinen Schutz aufnahm und ihm die Burgen Gleiberg und Merenberg zu Lehen übertrug. 1272 war er Zeuge, als Landgraf Heinrich I. den Bürgern der Stadt Grünberg ihre Privilegien bestätigte, und 1274 war er einer der Zeugen, als Landgraf Heinrich I. seine siebenjährige Tochter Mechthild mit dem 12-jährigen Grafen Gottfried VI. von Ziegenhain verlobte. 1278 stifteten er und seine Ehefrau Jutta, geb. von Cronberg, dem Zisterzienserinnen-Kloster Marienborn eine Hube in Rodenborn. Im Juli 1283 kündigte Guntram in einer öffentlichen Erklärung seine ihm vom Kanonissenstift Wetter als Lehen aufgetragene Vogtei über deren Güter in Lich auf, weil er von dieser Vasallenpflicht frei sein wollte. Im August 1287 schenkte er, zu seinem und seiner Ehefrau Seelenheil, dem Zisterzienser-Kloster Arnsburg seine in Rotenschitt gelegenen Güter. In dieser Schenkung wurde festgelegt, dass das Kloster dem Ritter jährlich ein Paar Winterschuhen und zwei lederne Steigbügel lieferte. Die Abgabe an Guntram von "Olfe" stammte von einer Mühle der Grangie Kolnhausen, die schon 1215 im Besitz des Klosters befand.
1290 stifteten er und seine Frau den Zisterzienserinnen im Kloster Engelthal 11 Morgen Weinberge bei der Burg Kronberg. Im Januar 1304 übereignete das Kloster Breitenau ihm und seiner Frau die Güter des Klosters in Utphe, unter Verzicht auf alle eigenen Ansprüche daran.
Guntram III. starb zwischen 1304 und 1306 Seine Ehefrau Jutta stammte aus dem Geschlecht derer von Cronberg, und ihr Neffe Frank VI. („der Lange“) von Cronberg und Eberhard Schenck zu Schweinsberg (1269–1309), Ehemann einer Nichte Guntrams, beerbten ihn. Die Burg in Ulfa verfiel wohl bald nach seinem Tod.
Die Aussage ist heute nicht mehr haltbar. Es werden auch die Jahre 1304/1306 angegeben.
Eine ritterliche Familie von Ulfa findet sich wieder seit dem 14. Jahrhundert.

### Edelknechte Kraft, Peter, Hermann und Heinrich von Ulfa
Am 13. November 1362 verkauften die Brüder Crafft, Petir, Herman und Heinrich von Olffe das väterliche Gut zu Habirtshusen bie Nidda an den Grafen Johann zu Ziegenhain und dessen Sohn Gotfride zu Cyginhain und Frau Agnesen. Als Edelknechte waren sie zwar „ritterbürtig“, aber noch nicht zu Ritter geschlagen.
In der gleichen Urkunde erwähnen die vier Brüder „unser mulen zu Wynuyshusen“ (unsere Mühle zu Wingershausen).
Zwei Tage später bekundeten die Brüder und edilknechte Kraft, Peter, Hermann und Heinrich von Olffe, dass Graf Gottfried [VII.] von Ziegenhain (Cyginhain), seine Frau Agnes und deren Erben, ihnen 60 kleine schwere Goldgulden („gude cleyne golden gut von golde vnd swer von gewichte“) und 10 Pfund Heller Grunenberger Währung schuldig sind. Für diese Summe haben die Grafen die Brüder von Ulfen von allen Abgaben und Diensten befreit, die anfallen auf die ihnen gehörigen sieben Hufen Land zu Aschinrode. Die Befreiung von Abgaben und Diensten gilt so lange bis die Schulden beglichen sind.
Die Urkunde weist die Edelknechte von Ulfa als Lehnsleute der Grafen von Ziegenhain aus.